# Tobo
Tobo – miejscowość (tätort) w Szwecji, w regionie administracyjnym (län) Uppsala, w gminie Tierp.
Według danych Szwedzkiego Urzędu Statystycznego liczba ludności wyniosła: 610 (31 grudnia 2015), 595 (31 grudnia 2018) i 585 (31 grudnia 2019).